# Luke Poljanske
Luke Poljanske is een plaats in de gemeente Zagorska Sela in de Kroatische provincie Krapina-Zagorje. De plaats telt 77 inwoners (2001).